# Tupadly (Mělníki járás)
Tupadly település Csehországban, a Mělníki járásban. Tupadly Štětí, Liběchov, Želízy, Medonosy és Vidim településekkel határos. Lakosainak száma 149 fő (2024. január 1.).

## Népesség
A település lakosságának változását az alábbi diagram mutatja:
| Lakosok száma | 455  | 364  | 337  | 212  | 120  | 117  | 150  | 139  | 139  | 149  |
|               | 1869 | 1890 | 1921 | 1950 | 1980 | 2001 | 2017 | 2019 | 2022 | 2024 |